# Observatoire de Montpellier
L'observatoire de Montpellier est un observatoire astronomique français, fondé en 1879 dans la ville de Montpellier et installé dans le jardin des plantes de Montpellier.

## Description
L'observatoire est situé en plein cœur du jardin des plantes de Montpellier, rattaché à la Faculté de médecine.

### Télescope de Foucault
Le télescope de Foucault a été installé par Crova dans la coupole du Jardin des plantes en 1879 et construit en 1877 à l'Observatoire de Paris par William Eichens selon les plans de Foucault et sous la direction de Wolf.